# Champ-Dolent
Champ-Dolent ist eine französische Gemeinde mit 63 Einwohnern (Stand: 1. Januar 2022) im Département Eure in der Region Normandie (vor 2016 Haute-Normandie). Sie gehört zum Arrondissement Évreux und zum Kanton Conches-en-Ouche sowie zum Gemeindeverband Pays de Conches.
Die Einwohner werden Champ-Dolentais genannt.

## Geographie
Champ-Dolent liegt etwa 13 Kilometer westsüdwestlich vom Stadtzentrum von Évreux.

### Nachbargemeinden
Umgeben ist Champ-Dolent von den Nachbargemeinden Glisolles im Norden, Gaudreville-la-Rivière im Norden und Osten sowie Le Val-Doré im Süden und Westen.

## Bevölkerungsentwicklung
| Jahr      | 1962 | 1968 | 1975 | 1982 | 1990 | 1999 | 2006 | 2013 |
| Einwohner | 54   | 40   | 41   | 45   | 45   | 40   | 48   | 68   |

Quelle: INSEE

## Sehenswürdigkeiten
- Kirche Notre-Dame, Monument historique seit 2010

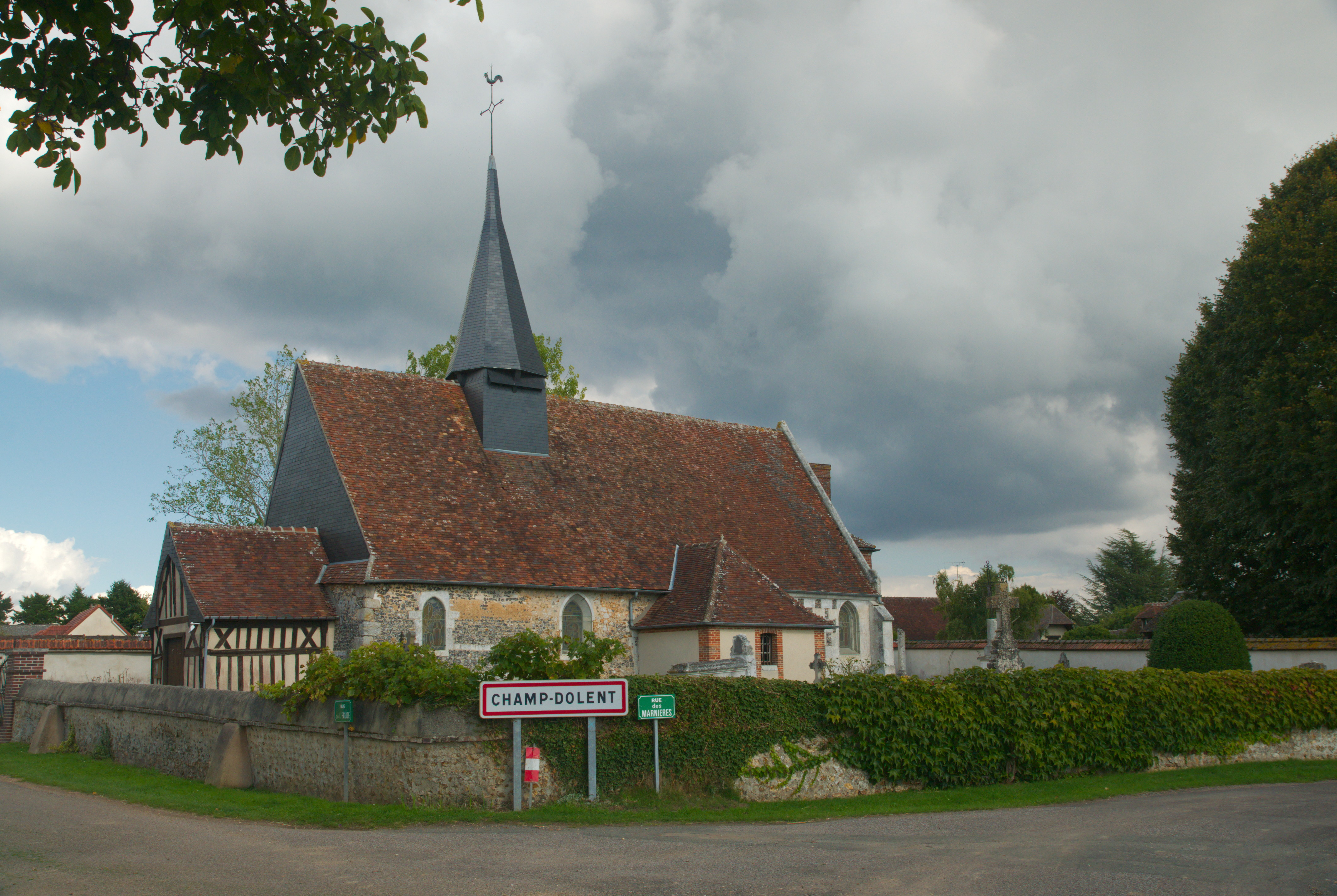
Kirche Notre-Dame